# Équipe d'Argentine masculine de handball au Championnat du monde 2017
Cet article relate le parcours de l'équipe d'Argentine masculine de handball lors du Championnat du monde 2017 ayant lieu en France. Il s'agit de la 11e participation de l'Argentine aux Championnats du monde.

## Présentation

### Qualification
En terminant 3e du Championnat panaméricain 2016, l'Argentine obtient la dernière place qualificative pour le Championnat du monde 2017.

## Résultats

### Tour préliminaire
Le Argentine évolue dans le groupe D.
|   | Équipe    | Pts | J | G | N | P | Bp  | Bc  | Diff |
| - | --------- | --- | - | - | - | - | --- | --- | ---- |
| 1 | Danemark  | 10  | 5 | 5 | 0 | 0 | 157 | 130 | 27   |
| 2 | Suède     | 8   | 5 | 4 | 0 | 1 | 162 | 111 | 51   |
| 3 | Égypte    | 6   | 5 | 3 | 0 | 2 | 138 | 143 | -5   |
| 4 | Qatar     | 4   | 5 | 2 | 0 | 3 | 127 | 129 | -2   |
| 5 | Argentine | 2   | 5 | 1 | 0 | 4 | 108 | 137 | -29  |
| 6 | Bahreïn   | 0   | 5 | 0 | 0 | 5 | 110 | 152 | -42  |

| 13 janvier 2017 20h45 | Danemark        | 33 - 22   | Argentine                   | AccorHotels Arena, Paris Affluence : 7 582 Arbitrage : Pavićević, Ražnatović |
| 13 janvier 2017 20h45 | Mikkel Hansen 6 | (17 - 11) | Federico Gastón Fernández 6 | AccorHotels Arena, Paris Affluence : 7 582 Arbitrage : Pavićević, Ražnatović |
| 13 janvier 2017 20h45 | ×2 ×3           | Rapport   | ×2 ×4                       | AccorHotels Arena, Paris Affluence : 7 582 Arbitrage : Pavićević, Ražnatović |

| 15 janvier 2017 14h45 | Argentine           | 17 - 35   | Suède                | AccorHotels Arena, Paris Affluence : 12 578 Arbitrage : Lah, Sok |
| 15 janvier 2017 14h45 | Sebastián Simonet 5 | (11 - 16) | Mattias Zachrisson 8 | AccorHotels Arena, Paris Affluence : 12 578 Arbitrage : Lah, Sok |
| 15 janvier 2017 14h45 | ×2 ×4               | Rapport   | ×3 ×5 ×1             | AccorHotels Arena, Paris Affluence : 12 578 Arbitrage : Lah, Sok |

| 17 janvier 2017 17h45 | Qatar                | 21 - 17 | Argentine                   | AccorHotels Arena, Paris Affluence : 3 641 Arbitrage : Lah, Sok |
| 17 janvier 2017 17h45 | Kamalaldin Mallash 5 | (9 - 2) | Federico Gastón Fernández 7 | AccorHotels Arena, Paris Affluence : 3 641 Arbitrage : Lah, Sok |
| 17 janvier 2017 17h45 | ×3                   | Rapport | ×1 ×2                       | AccorHotels Arena, Paris Affluence : 3 641 Arbitrage : Lah, Sok |

| 18 janvier 2017 14h00 | Argentine                 | 26 - 31   | Égypte          | AccorHotels Arena, Paris Affluence : 7 233 Arbitrage : López, Ramírez |
| 18 janvier 2017 14h00 | Federico Matías Vieyra 12 | (10 - 13) | Trois joueurs 5 | AccorHotels Arena, Paris Affluence : 7 233 Arbitrage : López, Ramírez |
| 18 janvier 2017 14h00 | ×2 ×4                     | Rapport   | ×3 ×5           | AccorHotels Arena, Paris Affluence : 7 233 Arbitrage : López, Ramírez |

| 20 janvier 2017 14h00 | Bahreïn              | 17 - 26  | Argentine                   | AccorHotels Arena, Paris Affluence : 6 314 Arbitrage : Reveret, Pichon |
| 20 janvier 2017 14h00 | Mahmood Abdulqader 5 | (8 - 13) | Federico Gastón Fernández 8 | AccorHotels Arena, Paris Affluence : 6 314 Arbitrage : Reveret, Pichon |
| 20 janvier 2017 14h00 | ×2 ×6                | Rapport  | ×1 ×7                       | AccorHotels Arena, Paris Affluence : 6 314 Arbitrage : Reveret, Pichon |

### Coupe du Président

#### Places de17eà20e
|  | matchs pour les places 17 à 20 | matchs pour les places 17 à 20 |         |    | Match pour la 17e place | Match pour la 17e place |
|  | matchs pour les places 17 à 20 | matchs pour les places 17 à 20 |         |    | Match pour la 17e place | Match pour la 17e place |
|  |                                |                                |         |    |                         |                         |
|  | 21 janvier                     | 21 janvier                     |         |    | 23 janvier              | 23 janvier              |
|  | 21 janvier                     | 21 janvier                     |         |    | 23 janvier              | 23 janvier              |
|  | Pologne                        | 28                             |         |    | 23 janvier              | 23 janvier              |
|  | Pologne                        | 28                             |         |    | 23 janvier              | 23 janvier              |
|  | Tunisie                        | 26                             |         |    | 23 janvier              | 23 janvier              |
|  | Tunisie                        | 26                             | Pologne | 24 |                         |                         |
|  | 22 janvier                     |                                | Pologne | 24 |                         |                         |
|  |                                | Argentine                      | 22      |    |                         |                         |
|  | Arabie saoudite                | Argentine                      | 22      | 22 |                         |                         |
|  | Arabie saoudite                |                                |         | 22 |                         |                         |
|  | Argentine                      | 24                             |         |    |                         |                         |
|  | Argentine                      | 24                             |         |    |                         |                         |

| 22 janvier 2017 16:00 UTC+01:00 | Arabie saoudite   | 22 - 24  | Argentine          | Brest Arena, Brest Affluence : 4 114 Arbitrage : Pavicevic, Raznatovic |
| 22 janvier 2017 16:00 UTC+01:00 | Mohammed Alabas 6 | (8 - 10) | Federico Pizarro 6 | Brest Arena, Brest Affluence : 4 114 Arbitrage : Pavicevic, Raznatovic |
| 22 janvier 2017 16:00 UTC+01:00 | ×2 ×6             | Rapport  | ×3                 | Brest Arena, Brest Affluence : 4 114 Arbitrage : Pavicevic, Raznatovic |

| 23 janvier 2017 20:00 UTC+01:00 | Pologne                | 24 - 22   | Argentine                   | Brest Arena, Brest Affluence : 2 320 Arbitrage : Kolahdouzan, Mousaviyani |
| 23 janvier 2017 20:00 UTC+01:00 | Przemysław Krajewski 6 | (13 - 13) | Federico Gastón Fernández 8 | Brest Arena, Brest Affluence : 2 320 Arbitrage : Kolahdouzan, Mousaviyani |
| 23 janvier 2017 20:00 UTC+01:00 | ×3 ×4                  | Rapport   | ×3 ×4                       | Brest Arena, Brest Affluence : 2 320 Arbitrage : Kolahdouzan, Mousaviyani |

## Statistiques et récompenses

### Buteurs
| Rang  | Joueur                    | Tot. | Tirs | %     | MJ | Moy. |
| ----- | ------------------------- | ---- | ---- | ----- | -- | ---- |
| 1     | Federico Gastón Fernández | 39   | 58   | 67 %  | 7  | 5,57 |
| 2     | Federico Vieyra           | 27   | 48   | 56 %  | 7  | 3,86 |
| 3     | Sebastián Simonet         | 18   | 37   | 49 %  | 7  | 2,57 |
| 4     | Federico Pizarro          | 18   | 39   | 46 %  | 7  | 2,57 |
| 5     | Pablo Simonet             | 14   | 28   | 50 %  | 7  | 2    |
| 6     | Juan Pablo Fernández      | 9    | 20   | 45 %  | 7  | 1,29 |
| 7     | Lucas Moscariello         | 7    | 13   | 54 %  | 7  | 1,75 |
| 8     | Diego Simonet             | 7    | 21   | 33 %  | 4  | 1,75 |
| 9     | Pablo Vainstein           | 6    | 12   | 50 %  | 7  | 0,86 |
| 10    | Gonzalo Carou             | 4    | 6    | 67 %  | 7  | 0,57 |
| 11    | Julian Souto Cueto        | 2    | 7    | 29 %  | 7  | 0,29 |
| 12    | Leonardo Querín           | 1    | 4    | 25 %  | 7  | 0,14 |
| 13    | Sebastian Dechamps        | 1    | 1    | 100 % | 3  | 0,33 |
| 14    | Pablo Portela             | 1    | 1    | 100 % | 7  | 0,14 |
| 15    | Adrián Portela            | 0    | 2    | 0 %   | 7  | 0    |
| Total | Total                     | 154  | 297  | 52 %  | 7  | 22   |

### Gardiens de but
| N°    | Nom                     | %    | Arrêts | Tirs | MJ | Moy. |
| ----- | ----------------------- | ---- | ------ | ---- | -- | ---- |
| 1     | Matías Schulz           | 29 % | 51     | 178  | 7  | 7,29 |
| 2     | Fernando Gabriel García | 20 % | 13     | 65   | 7  | 1,86 |
| Total | Total                   | 26 % | 65     | 248  | 7  | 9,29 |